# Rudolf Cerf
Karl Rudolf Cerf (* 22. Juni 1811; † 15. Februar 1873 in Berlin) war ein deutscher Theaterunternehmer.
Cerf war der Sohn von Karl Friedrich Cerf, der das Königsstädtische Theater Berlin gegründet und geleitet hatte. Er hatte die Lizenz für den Theaternamen von seinem Vater geerbt und konnte ihn, nachdem das Theater 1851 geschlossen worden war, auf andere Gebäude übertragen. So nannte er das ehemalige Gebäude des Zirkus Renz an der Charlottenstraße, nachdem er es 1852 erworben hatte, Neues Königsstädtisches Theater, und seit 1855 ein Theater an der Blumenstraße Königsstädtisches Vaudeville-Theater (das spätere Wallner-Theater). Ferner führte er seit 1853 ein Sommertheater mit dem Namen Theater in Villa Colonna.
Berühmt wurde er als Erbauer und Direktor des Victoria-Theaters 1859, das als kombiniertes Winter- und Sommertheater eine architektonische Sensation und eines der größten Berliner Theater war. Cerf war eine schillernde Gestalt im Berliner Gesellschaftsleben, umstritten für seine Finanzierungspraktiken und auch ein Gegenstand für antisemitische Angriffe und Karikaturen.
Der Theaterschriftsteller Frank Wedekind nahm ihn zum Vorbild der Hauptfigur seines Dramas Der Marquis von Keith (1901).